# Айлі Нордгрен
А́йлі Ама́нда Генріє́тт Но́рдгрен, (Aili Amanda Henriette Nordgren, уроджена Салмінен Salminen; *22 жовтня 1908, Вордьо, Аландські острови, Велике князівство Фінляндське, Російська імперія, тепер Фінляндія — 27 грудня 1995, Гельсінкі, Фінляндія) — фінська шведська пролетарська письменниця; писала шведською.

## З життєпису
Батько Айлі Нордгрен був дрібним фермером. Її брати і сестри теж стали письменниками: Саллі Салмінен та Уно Салмінен і поет Рунар Салмінен; їхня двоюрідна сестра також письменниця Анні Блумквіст.  Діти Нордгрен — письменник Ральф Нордгрен і композитор Пер Хенрік Нордгрен . 
А. Нордгрен була членкинею Комуністичної партії Фінляндії (SKP), засновницею «Захисників миру», а у період 1948-61 років — шведськомовною секретаркою товариства «Фінляндія-СРСР».
У 1978 році письменницю нагородили золотим значком SKP.

## З доробку
Айлі Нордгрен розпочала свою літературну кар'єру зі збірки віршів Rödbränd mark (1940). Писала, серед іншого, про життя сільськогосподарських робітників на Аландських островах, а також опублікувала роман, що описує громадянську війну у Фінляндії «Чи вибереш ти бурю»? (Väljer du stormen, 1955).
Бібліографія
- Rödbränd mark, поезії. Schildt, Helsingfors , 1940
- Mörk längtan, роман. Schildt, Helsingfors, 1943
- Innan dagen börjar, роман. Schildt, Helsingfors, 1946
- Visa en väg, роман. Schildt, Helsingfors, 1948 рік
- Brinn eld, роман. Schildt, Helsingfors, 1951 (фінський переклад, 1955)
- Väljer du Stormen, роман. Schildt, Helsingfors, 1955 (фінський переклад, 1956)

Фінською її перекладала колега-письменниця, близька за комуністичним світоглядом Ельві Сінерво; також її активно перекладали і видавали російською в СРСР.